# Kaladgi
Kaladgi (kanarès ಕಲಾದಗಿ) és una ciutat de Karnataka, Índia, al districte de Bagalkot a 24 km a l'oest de la ciutat de Bagalkot, a 16° 12′ 14″ N, 75° 30′ 00″ E / 16.204°N,75.5°E, a la riba del riu Ghataprabha. És coneguda per la seva horta de fruites; també compta amb el temple de Gurulingeswara Matha. La població estimada és de menys de 20.000 habitants. La població el 1881 era de 7.024 habitants i el 1901 de 4.946.
Fou aquarterament de cavalleria pels Sourhern Maharashtra Jagirdars. Després del motí, el 1864, fou convertida en capital de districte, i el 1866 es va formar la municipalitat. Fou capital fins que una orde de la presidència de Bombai de 1884 en va ordenar el trasllat a Bijapur, orde que es va fer efectiva el març de 1885